# ブラウ・ブロ
ブラウ・ブロ (BRAW BRO) は、テレビアニメ『機動戦士ガンダム』に登場する、架空の兵器。
ジオン公国軍の開発したニュータイプ (NT) 専用モビルアーマー (MA)。

## 機体解説
フラナガン機関による協力のもと、キシリア・ザビの命令を受けて開発されたNT専用MAの1機。NT専用MAとしては初の機体であり、武装にエネルギーCAP式ではなく在来型のメガ粒子砲を使用したため、強力なジェネレーターが必要となり、機体は当時のモビルスーツ (MS) の標準的な全高（18m前後）をはるかに上回る規模にまで大型化した。それゆえ、AMBACによる機動は不可能に近く、機体各所に高機動バーニアを採用することで対処している。
NT能力を有するパイロットが少なかったことから、脱出コクピットシステムを採用している。機体は3つあるいは5つに分離可能であり、それぞれが独立して行動可能となっている。コクピットは既存の兵器ではみられない独自のものであり、同時に開発中だったジオングのものと近似する。サイコミュコントロール用と戦闘専用のサブコクピットと全システムのコントロールが可能なメインコクピットから構成され、乗員は3名。
NT専用機としては実験用の機体であり、開発は月面のグラナダで行われた。2機が製造されたが、完成したのは一年戦争後期となる。2機ともにサイコミュコントロールのデータ収集に使用され、ジオングやエルメスに生かされた。

### 武装・装備
有線制御式メガ粒子砲塔
連装型と単装型を2基ずつ装備。砲はコントロールとエネルギー供給を兼ねたケーブルで接続される。サイコミュシステムを導入し、オールレンジ攻撃が可能。そのうち、連装型2基はコクピットブロックと接続しているため、同部位が分離して自力航行した際にはMS2 - 4機分の戦力を発揮する。砲手が別に同乗していれば、一般のパイロットでも使用可能。
アニメ第39話の戦闘ではガンダムのシールドを一撃で砕き、ガンキャノンの両足をもぎとっている。コントロールとエネルギー伝導ケーブルを兼ねるワイヤーの長さは、小説版によると1km。ワイヤレス型攻撃端末よりも到達範囲は狭いが、砲のエネルギーは本体から直接供給されるうえ、主機自体に余裕があるために速射性が高く、立て続けに発砲することが可能。そのほかにも、有線であることからビットと違って敵NTに思念波を察知されづらいとされる。
備考
全52話の予定で書かれていた「トミノメモ」によると、当初の呼称はゲルググ（ただし、MAではなくMS）であった。

## 劇中での活躍
テレビ版『機動戦士ガンダム』第33話冒頭、ホワイトベース (WB) がサイド6に入港する場面で初登場。機能テスト中に故障を起こし、シムス・アル・バハロフ中尉やコワルら技術員数名が機外で修理に当たる。Gアーマーと遭遇した際、シムスはやりすごそうとしたが部下が焦って発砲し、交戦の末にビーム・ライフルで撃たれて機体は爆発。シムスたちは搭乗する右舷ブロックのみで逃走する。
その後、第39話に再登場。シャリア・ブル大尉とシムス中尉ほか2名が搭乗してグラナダから発進し、ギレン・ザビ総帥の命令でキシリア・ザビの部隊への合流を経て、シャア・アズナブルの部隊に編入される。地球連邦軍に占領されたソロモンへ、シャリア単独の操縦で攻撃をかける。その際、交戦するWB隊を想像もつかない位置から攻撃する一方で自機への攻撃をNT専用機ならではの機敏さで回避し、WBのMS隊を翻弄する。しかし、NTの片鱗を見せ始めているアムロ・レイがガンダムの操縦系統をオーバーヒートさせながらも本機にとりつき、側面から3つのブロックをまとめてビーム・ライフルで撃つ。本機は爆散し、シャリアとシムスは脱出する間もなく戦死する。
第42話ではア・バオア・クー宙域で別の1機が確認できる。劇場版では確認できない。
スマートフォンゲームアプリ『機動戦士ガンダム U.C. ENGAGE』のイベント「アムロシャアモード」のムービーでは、原作第39話での戦闘がリメイクされた。原作ではシャリアの移動に使用された空母ドロスから発進。両舷ブロックに横2列に並んでいる多数の穴はサブ・スラスターとして表現され、噴射光が描かれた。最後はシムス中尉を逃がすため両舷ブロックを切り離した直後、ガンダムにコックピットを撃ち抜かれる。しかし両舷ブロックもGファイターによって撃破される。

## ブラウ・ブロ（サンダーボルト版）
漫画『機動戦士ガンダム サンダーボルト』に登場する機体（デザイン協力：桜水樹）は、原作版とデザインに大差はないが、前部にMSと合体するドッキング・アームを装備しており、Iフィールド・ジェネレーターを搭載しているのが大きな相違点となっている。さらに、上部メガ粒子砲の付け根にモノアイがあり、メガ粒子砲はすべて連装砲になっている。
一年戦争終結後、調査対象としてルナツーに運び込まれるが、ニュータイプ専用機という特殊性ゆえに誰も動かすことができず、格納庫で保管される。その存在を感知したダリル・ローレンツがパーフェクト・ガンダムに搭乗してルナツー内部に侵入、発見し前部に合体して起動に成功する。Iフィールドで敵守備隊のビーム斉射を捻じ曲げ、強力なメガ粒子砲でルナツーの外壁に穴を開け、連邦軍艦隊の宇宙艦を多数撃沈して暗礁宙域へ逃亡。その後、連邦艦隊に追われるカウフマンらの難民船の窮地に駆け付け、タイコンデロガのメガ粒子砲の一斉射撃をIフィールドで無効化、撤退に追い込んだ。なお、武装であるメガ粒子砲はルナツー脱出時は有線式だったがタイコンデロガとの交戦時は無線式になっていた。

## 関連作品での活躍
富野喜幸が執筆した小説版『機動戦士ガンダムIII』においてもシャリア・ブルが搭乗しているが、役回りはテレビ版と大きく異なり、シャアの意を汲んで機体に搭載されたサイコミュを通じて最大の敵アムロへ同盟を呼びかけるという重要任務を帯び、ア・バオア・クー宙域へ出撃する。ソーラ・レイの第1射によって混乱をきわめる戦況下で呼びかけには成功するが、説得に耳を貸さず逆上したアムロが無情に放ったビームライフルの一撃がコクピットを直撃し、あえなく撃墜された。
オールドタイプ数名による分担操縦でオールレンジ攻撃を実現した例もある。漫画『機動戦士ガンダム MSジェネレーション』に収載された「FILM.9:WARS…」では、ジオン兵の有志が分乗してソロモン攻略後の連邦軍を攻撃するが、瞬時の連携を欠くオールドタイプたちの分担操縦では通常艦艇と大差ない性能しか発揮できず、あえなく捕捉・撃墜されている。また、漫画『機動戦士ガンダム外伝 宇宙、閃光の果てに…』では、月面グラナダ宙域防衛用としてグラナダ特戦隊に配備されているが、機体への不慣れからサラブレッド隊による連携攻撃に遭い、撃墜されている。
デザインがアレンジされた例もある。OVA『GUNDAM EVOLVE../15』では、テレビ版第39話を再構成した内容になっており、本機も有機的なデザインにされている。また、漫画『機動戦士ガンダム THE ORIGIN』では、2連装メガ粒子砲を十字型に配置した単座式の機体になっている。コクピットもすべて同じ向きになっており、中央にモノアイシステムの索敵カメラを持つ。シャリアはこれを駆ってテキサスコロニー内部に潜み、シン少尉らのガンキャノン部隊に壊滅的打撃を与えたが、アムロのガンダムには歯が立たず、外部装甲を次々と破壊されて撃墜された。なお、「MAN-03」は本機でなくシャリア自身のコードネームとなっている。また、少数が量産されており、ア・バオア・クー防衛戦ではシムス中尉率いるNT部隊として数機が出撃するが、シムス機はセイラ・マスのジム（近接戦闘タイプ）と相撃ちになって爆散し、他の機体もシャアのセリフによれば全機撃墜された模様である。
アニメ『機動戦士Gundam GQuuuuuuX』にシャリア・ブルの乗機として『キケロガ』というジオン公国のMAが登場する。外形や武装・形式番号はブラウ・ブロと同じだが、全高・本体重量は半分程度となっており、操縦も1名で行い、MSへの変形機能も備わっている等の違いがある。